# Vysokorychlostní připojení

Příklady připojení k internetu

Vysokorychlostní připojení (často nazývané širokopásmové připojení) je přístup k Internetu, který je rychlejší než tradiční komutované připojení, případně připojení BRI ISDN o rychlosti 160 kbit/s. Zpravidla se pod uvedeným názvem rozumí také to, že jde o nepřetržitý přístup k Internetu. Za vysokorychlostní připojení se obvykle považuje:
- Digital Subscriber Line (DSL)
- Kabelový modem
- Optické připojení
- Bezdrátové připojení
- Satelitní připojení
- Broadband over Powerlines (BPL)

Díky rychlému vývoje v oblasti datových služeb se kritéria pro vysokorychlostní připojení u různých autorů liší. Podle stanov ITU je za širokopásmové připojení považováno datové připojení k Internetu rychlostí ekvivalentní té, kterou poskytuje rozhraní PRI digitální služby ISDN, (tj. 2048 kbit/s), nebo vyšší.

## Druhy vysokorychlostních přípojek
- ADSL

Služba vysokorychlostního asymetrického (rozdílná rychlost downloadu a uploadu) připojení prostřednictvím (nejčastěji v domácnostech) analogové telefonní linky. Vychází z technologie DSL (Digital Subscriber Line). Koexistenci datového a hlasového přenosu na jedné telefonní lince bez nutnosti potlačit jednu nebo druhou službu umožňuje využití různých frekvencí obou služeb.
- Wi-Fi

Wi-Fi nebo též WLAN je technologie bezdrátového přenosu dat pracujících v komerční sféře na bezlicenčních frekvencích 2,4 a 5,4 GHz. Díky relativně nízkým pořizovacím, ale hlavně provozním, nákladům se stává oblíbenou náhradou za „plnohodnotné“ datové linky. Jde o klasickou ukázku rozšíření původní technologie, určené pro použití uvnitř budov, do komerčního sektoru. Nutno podotknout, že vedle komerčního využití je tato technologie v oblibě u různých volných sdružení.
- Další bezdrátové technologie

FWA (26 GHz), satelitní připojení, CDMA2000, UMTS, 5G, WiMAX a další
- Jiné širokopásmové služby

ATM, Frame Relay, xDSL, DOCSIS a další